# Това се случи на улицата
„Това се случи на улицата“ е български игрален филм (комедия) от 1955 година на режисьора Янко Янков, по сценарий на Павел Вежинов. Оператор е Георги Карайорданов. Музиката във филма е композирана от Александър Райчев. В главната роля на шофьора Мишо участва Апостол Карамитев.

## Сюжет
Това е любовна история, която започва когато Мишо блъска в центъра на София колоездачката Катерина. Между тях двамата и приятелката му от детинство Райна стават интересни ситуации и недоразумения, но накрая тържествува любовта.

## Състав

### Актьорски състав
| Роля                           | Изпълнител                                        |
| В ролите:                      |                                                   |
| ------------------------------ | ------------------------------------------------- |
| шофьорът Мишо Кръстев          | Апостол Карамитев                                 |
| лаборантката Катерина Ковачева | Петрана Ламбринова                                |
| Райна                          | Жени Божинова                                     |
| бай Стамен Иванов              | Стефан Пейчев                                     |
| Лазо                           | Любомир Шарланджиев                               |
| д-р Пенчев                     | Андрей Чапразов                                   |
| директорът на гаража           | Лео Конфорти                                      |
| Якимов                         | Динко Динев                                       |
| монтьорката                    | Виолета Симеонова                                 |
| диспечерът                     | Александър Благоев                                |
| ханджийката                    | Милена Стефанова                                  |
| В епизодите:                   |                                                   |
|                                | Народен артист: Петко Атанасов                    |
|                                | Заслужил артист: Любомир Бобчевски                |
|                                | Надежда Вакъвчиева (като Надя Вакъфчиева)         |
|                                | Стефан Петров                                     |
|                                | Атанас Христов                                    |
|                                | Георги Карев                                      |
|                                | Мария Ганчева                                     |
| Илко                           | Любослав Стефанов                                 |
| чакащ трамвая                  | Иван Братанов (не е посочен в надписите на филма) |

и други

### Творчески и технически екип
| Сценарий                                                            | Павел Вежинов                                                                                              |
| Режисьор                                                            | Янко Янков                                                                                                 |
| Оператор                                                            | Георги Карайорданов                                                                                        |
| Художник                                                            | Асен Грозев                                                                                                |
| Музика                                                              | Александър Райчев                                                                                          |
| Звукооператор                                                       | Кузман Шопов                                                                                               |
| Асистент-режисьор                                                   | Александър Благоев                                                                                         |
| Асистент-оператор                                                   | Емил Вагенщайн Димитър Велев                                                                               |
| Декоратор                                                           | Любен Тръпков                                                                                              |
| Костюми                                                             | Виолета Йончева                                                                                            |
| Грим                                                                | Христо Найденов                                                                                            |
| Монтаж                                                              | Лина Костова                                                                                               |
| Текст на песните                                                    | Найден Вълчев                                                                                              |
| Музиката изпълнява: Оркестърът при управлението на кинематографията | Диригент: Александър Райчев                                                                                |
| Директор на филма                                                   | Димитър Марчевски                                                                                          |
| Distributed by                                                      | Българска национална филмотека Българска кинематография Студия за игрални филми „София“ /Copyright © 1955/ |